# Parcours de soins coordonnés
Pour un article plus général, voir Assurance maladie en France.
Le parcours de soins coordonnés en France impose à chaque assuré social de plus de 16 ans de désigner un médecin traitant de son choix avant de consulter un autre spécialiste, pour bénéficier d’un remboursement à taux plein (sauf en cas d’urgence, et pour les consultations en ophtalmologie, gynécologie, odontologie, psychiatrie pour les moins de 26 ans) ou chez les spécialistes pour lesquels l’assuré dispose d’une dispense permanente d’autorisation notamment en cas d’affection de longue durée.
La réforme du parcours de soins coordonnés est née avec la loi du 13 août 2004 relative à l'assurance maladie. Le parcours de soins coordonnés est entré en application le 1er juillet 2005. Depuis le 31 janvier 2009, si le patient ne respecte pas le parcours de soins coordonnés, le montant de ses remboursements est amputé de 40 %.
Par exemple, un patient qui consulte un spécialiste sans être orienté par son médecin traitant est remboursé 6,50 euros, contre 16,50 euros s'il est dans le cadre du parcours de soins coordonnés.

## L'intégration du parcours de soins coordonnés dans la carte Vitale
C'est en mai 2006 que le Cahier des Charges SESAM-Vitale 1.40 a intégré, via l'addendum 2bis, la gestion du Parcours Coordonné de Soins. Les éditeurs de logiciels de facturation ont été contraints de développer de nouvelles versions, dont certaines ont été livrées avec beaucoup de retard aux professionnels de santé, leur compliquant la facturation. Ainsi, l'éditeur Axilog (17,44 % des parts de marché chez les généralistes et 14,52 % chez les spécialistes en janvier 2009), n'a-t-il diffusé son progiciel de feuille de soin électronique 1.40 agréé le 22 janvier 2008 et intégrant l'addendum 2bis qu'en février 2009. 
L'article 3 de l'arrêté du 14 mars 2007 précise que la carte peut comporter des données précisant « l'existence d'un médecin traitant et les informations permettant de l'identifier ». La mention « Médecin traitant déclaré » devait être intégrée dans la carte Vitale 2 à la mi 2007. Or il n'en est rien en mars 2009.